# Forever 21
Forever 21 is een Amerikaanse kledingketen met het hoofdkantoor gevestigd in Los Angeles, Californië. Sinds de oprichting in 1984 is Forever 21 gegroeid van een vestiging in Los Angeles tot een multinational met meer dan 600 vestigingen in 131 landen. Het kledingconcern kenmerkt zich door een aanbod van trendy mode tegen budgetvriendelijke prijzen. Naast mannen- en vrouwenkleding verkoopt Forever 21 ook kleding voor kinderen en accessoires.

## Kritiek
Door de jaren heen is er veel kritiek geuit op Forever 21 over de omgang met werknemers en de arbeidsomstandigheden van werknemers in de vestigingen van het keten. In 2001 werd er een rechtszaak aangespannen tegen Forever 21 door een vakbond voor Aziatische Amerikanen, over 19 medewerkers die minder dan het minimumloon verdienden en onder andere te maken hadden met een veel te hoge werkdruk. In 2012 werd Forever 21 voor de rechter gedaagd voor het niet uitbetalen van overuren. 
In 2014 heeft het Amerikaans agentschap voor Gezondheid en Veiligheid op het Werk boetes geëist tegen Forever 21 voor de onveilige arbeidsomstandigheden van drie vestigingen in New York en New Jersey. Volgens het agentschap is Forever 21 op de situatie gewezen in 2010 maar zijn er geen oplossingen gevonden voor de situatie.
Naast de rechtszaken omtrent arbeidsomstandigheden is Forever 21 ook voor auteursrechtschendingen voor de rechter verschenen. Het gaat dan om het namaken van kledingontwerpen. Volgens Forbes is Forever 21 al meer dan 50 keer voor de rechter gedaagd voor deze schendingen, niet alleen door bekende ontwerpers maar ook door kleine kledingontwerpers.

## In Nederland en België
De eerste vestiging van de keten in de Benelux was in Brussel, het pand aan de Nieuwstraat werd in 2011 geopend. Snel daarop volgde de tweede Belgische vestiging aan de Meir in Antwerpen. Beide vestigingen zijn inmiddels gesloten.
In Nederland werd in april 2014 de eerste vestiging van het keten in het Rokin Plaza aan het Rokin in Amsterdam geopend. In Nederland was al langer het Europese hoofdkantoor in Breda en het Europese distributiecentrum in Bergen op Zoom. Wegens de expansieplannen van Forever 21 in Europa breidt het distributiecentrum zich uit naar 20.000 m². De geplande opening was juli 2015. Daarnaast heeft Forever 21 ook een winkel geopend in Rotterdam. Begin 2018 sloot de winkel in Amsterdam vanwege een reorganisatie.